# Kopharad
Kopharad è una suddivisione dell'India, classificata come census town, di 5.267 abitanti, situata nel distretto di Thane, nello stato federato del Maharashtra. In base al numero di abitanti la città rientra nella classe V (da 5.000 a 9.999 persone).

## Geografia fisica
La città è situata a 19° 26' 36 N e 72° 47' 02 E.

## Società

### Evoluzione demografica
Al censimento del 2001 la popolazione di Kopharad assommava a 5.267 persone, delle quali 2.694 maschi e 2.573 femmine. I bambini di età inferiore o uguale ai sei anni assommavano a 518, dei quali 267 maschi e 251 femmine. Infine, coloro che erano in grado di saper almeno leggere e scrivere erano 4.312, dei quali 2.348 maschi e 1.964 femmine.